# Секст Корнелій Клемент
Секст Корнелій Клемент (д/н — після 172) — державний та військовий діяч часів Римської імперії. Учасник Маркоманських війн.

## Життєпис
Походив йомвірно з роду римських колоністів. Народився у м. Цезареяв провінції Мавретанська Цезарея. Був громадянином Риму, належав до Палатинської триби. Обрав собі військову кар'єру. Ймовірно відзначився на початку війни з маркоманами. 167 року стає консулом-суфектом. 
У 170 році призначається проконсулом усіх трьох провінцій Дакії. В цей же час стикнувся з вандалами-асдінгами. Клемент завдав останнім поразки, після чого домовився опікувати дружинами та дітьми останніх, якщо вандали атакують інших римських супротивників — костобоків. Вандали-асдінги зуміли завдати тим відчутної поразки. Але в цей час вандали-лакрінги завдали поразки асдінгам. В ці події Клемент безпосередньо не втручався, намагаючись зіштовхнути «варварів» між собою задля збереження кордонів імперії. Розбитих асдінгів він з дозволу імператора Аврелія у 172 році пересилив на північний захід Дакії. Подальша доля Секста Корнелія Клемента невідома.